# Ежегодные события культурной жизни Парижа
Список ежегодных событий культурной жизни Парижа

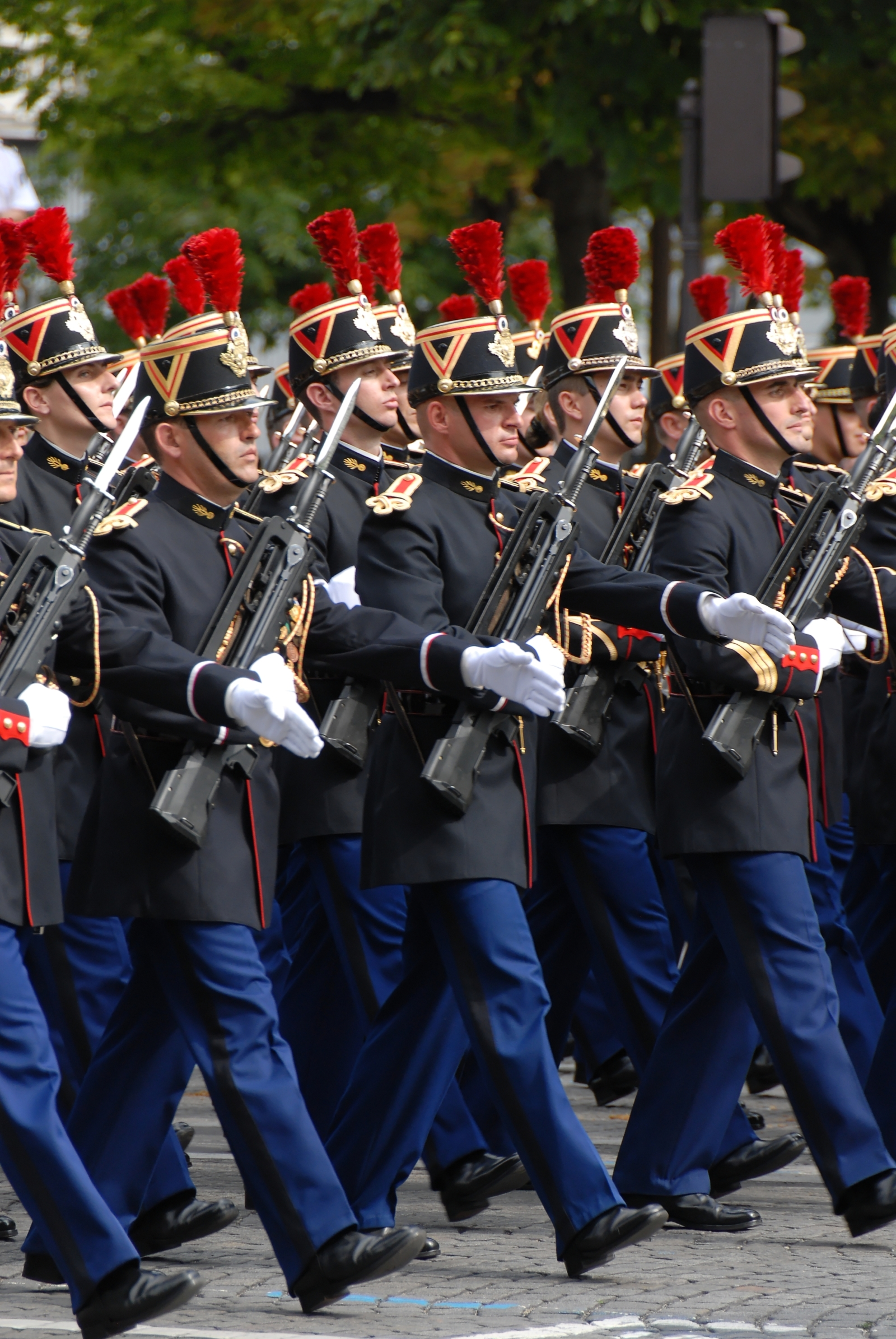
Военный парад 14 июля

С программой культурной жизни Парижа можно ознакомиться в ежедневных газетах и в двух еженедельниках «Парископ» (фр. Pariscope) и «Офисьель де спектакль» (фр. Officiel des Spectacles).
В январе/феврале в Париже проходит показ показ моды прет-а-порте у Porte de Versailles и фестиваль современной музыки Festival de création musicale с множеством бесплатных концертов в здании Радио Франции. Февраль с Днём святого Валентина проходит под девизом Paris Romantique, помимо этого в конце января/феврале празднуют китайский Новый год (в первую очередь китайская община). В марте стартует полумарафон у Венсенского замка, на севере Парижа в Сен-Дени проходит фестиваль блюза и джаза Banlieues Bleues, а в конце марта/начале апреля кинофестиваль Festival du Film de Paris. В апреле на Елисейских Полях стартует Парижский марафон, в котором принимают участие почти 30 000 бегунов.
В мае традиционно проходят соревнования по стипль-чезу на ипподроме Отёй. В конце мая/начале июня на кортах Roland Garros традиционно проводится Открытый чемпионат Франции по теннису, один из турниров Большого шлема. 21 июня празднуется международный День музыки (Fête de la Musique), когда не только профессиональные, но и музыканты-любители проводят бесплатные концерты во всей Франции. В конце июня проводят гей-парад на площадях Бастилии и Республики, который собирает более полумиллиона человек.
14 июля французы празднуют национальный праздник — День взятия Бастилии. Празднества длятся несколько дней, и завершаются 14 июля торжественным военным парадом от Елисейских Полей до площади Согласия и вечерним фейерверком и Эйфелевой башни. В конце июля проходит заключительный этап велогонки Тур де Франс, который оканчивается так же на Елисейских Полях. На время летних каникул большая часть парижан покидают город. Для оставшихся в Париже по инициативе мэра города Деланоэ начиная с 2002 года ежегодно проходит акция Париж-Пляж (Paris-Plage): каждое лето на несколько недель (с середины июля до середины августа) берега Сены от набережной Лувра до моста Сюлли превращаются в городской пляж с лежаками, душевыми кабинками, сценами для музыкальных выступлений и другими развлечениями.

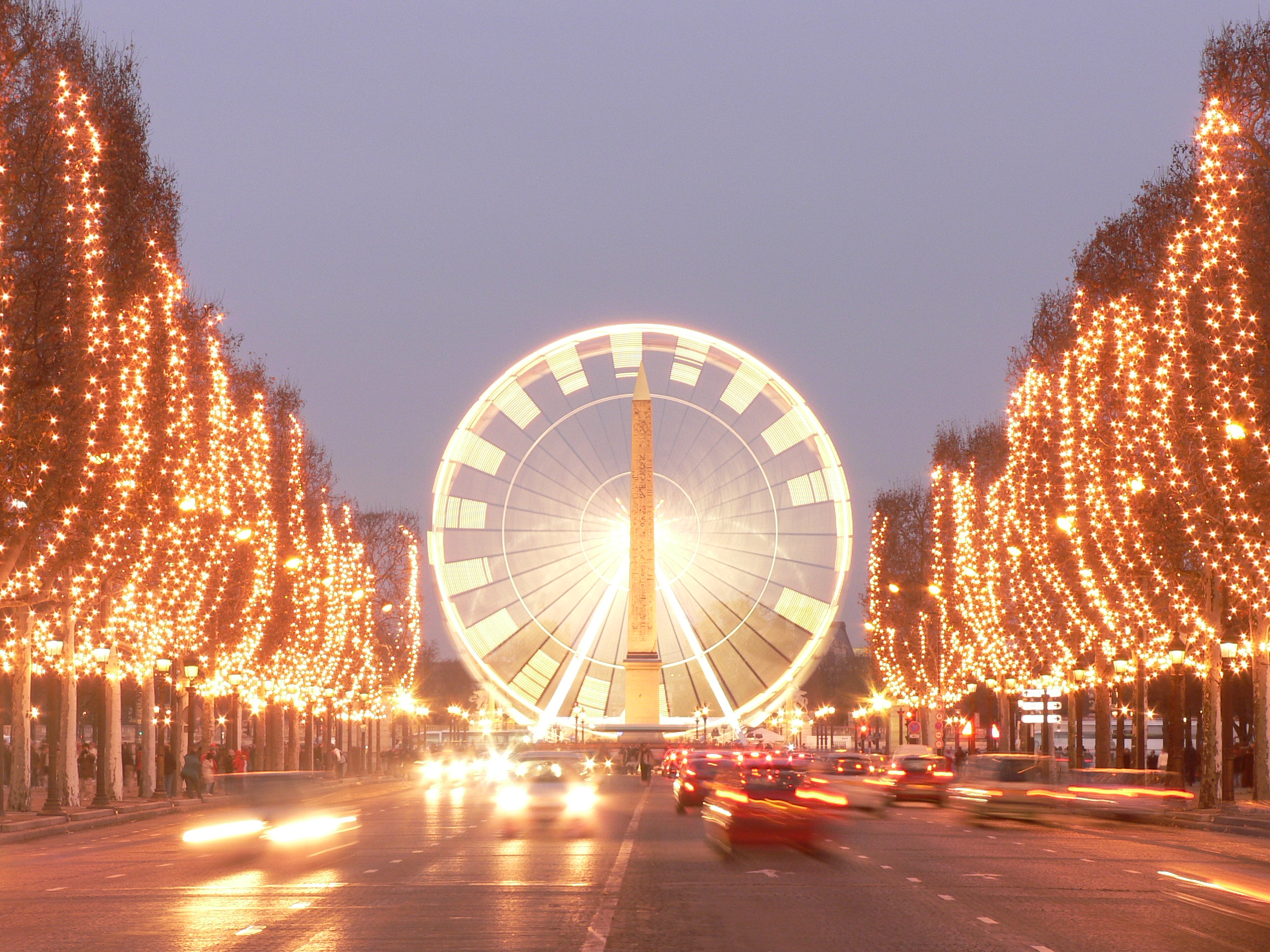
Украшенные деревья на Елисейских Полях и колесо обозрения. 31 декабря 2005

В сентябре парижане имеют возможность попасть в городские дворцы и частные особняки, обычно закрытые для посетителей. В рамках празднования Fête des Jardins de Paris в городских парках и садах проходят бесплатные концерты, выставки и театральные представления. Театральный сезон открывается Осенним фестивалем Festival d’Automne à Paris. В октябре на Монмартре проходят празднества по поводу сбора урожая винограда. Через шесть недель, в третий четверг ноября — «праздник божоле нуво». Помимо этого в октябре проводят Белую ночь (Nuit Blanche), когда город функционирует ночью так же, как и днём. Каждые два года в октябре проходит автомобильная выставка Парижский автосалон. В ноябре в отеле Крийон проводят бал дебютанток Le Bal Crillon des Débutantes, на который могут попасть лишь члены высшего общества. В декабре (и до середины января) Париж готовят к празднованию Рождества и встрече Нового года: каждое дерево на Елисейских Полях украшают гирляндой, также украшают Эйфелеву башню и другие объекты.

## Спорт
В 1894 году в Париже было принято решение о возрождении Олимпийских игр, которые решено было проводить каждые четыре года. Инициатором проекта стал барон Пьер де Кубертен, он же занял должность генерального секретаря, а с 1896 года должность президента Международного олимпийского комитета. В Париже были проведены две летние Олимпиады — 1900 и 1924. Кроме того город соревновался за право проведения летних Олимпийских игр 2008 и 2012, но в обоих случаях уступил конкурентам.
В Париже традиционно проводится заключительный этап велогонки Тур де Франс: с 1975 года последние километры гонки проходят по Елисейским Полям. Также в столице ежегодно проходит Открытый чемпионат Франции по теннису, один из четырёх турниров Большого шлема.